# Edifici al carrer Portella, 19 (Tarragona)
L'Edifici al carrer Portella, 19 és una obra de Tarragona protegida com a Bé Cultural d'Interès Local.

## Descripció
Edifici d'habitatges entre mitgeres amb dues façanes, una al carrer Portella i l'altra al passeig de Sant Antoni. Consta de planta baixa, entreplanta i tres pisos. Fou remodelat a finals del segle xviii. Ocupa una parcel·la molt regular amb quatre obertures per pis, a la façana d'ambdós carrers.
També cal destacar, els murs de la muralla d'època romana, sobretot la porta ciclòpea al jardí de l'immoble.